# Wspólnota Chrześcijan Baptystów w Bydgoszczy
Uzasadnienie:  oba artykuły dotyczą jednej wspólnoty
Wspólnota Kościoła Chrześcijan Baptystów w Bydgoszczy – zbór Kościoła Chrześcijan Baptystów LOGOS w Bydgoszczy, należący do Okręgu gdańskiego Kościoła. 

## Historia
Pierwsi baptyści w Bydgoszczy pojawili się w XIX wieku. Były to głównie osoby narodowości niemieckiej. W 1883 roku na terenie Śródmieścia, przy ul. Pomorskiej wznieśli okazałą świątynię, która od 1946 roku jest użytkowana przez miejscową parafię Kościoła Ewangelicko-Metodystycznego.
Polski Kościół Chrześcijan Baptystów utworzony został w Bydgoszczy na przełomie lat 50. i 60. XX wieku. Początkowo członkowie tego kościoła korzystali gościnnie z obiektu adwentystów przy ul. Lipowej, a następnie mieli swą kaplicę w nieistniejącym już obiekcie przy ul. Śniadeckich, obok obecnego kościoła polskokatolickiego. W 1981 roku władze wojewódzkie przydzieliły kościołowi mieszkanie przy ul. 24 Stycznia, które zaadaptowano dla potrzeb zboru. Później zbór zakupił budynek przy ulicy Gajowej, gdzie spotykał się do grudnia 2002 roku. 
W 2018 roku wspólnota wznowiła działalność pod przewodnictwem misjonarza Mikołaja Glavnyka. W lutym 2024 roku ukonstytuował się zbór, który przyjął nazwę LOGOS. Pastorem zboru został wybrany Samuel Skrzypkowski.    

## Działalność
Wspólnota gromadzi się w każdą niedzielę na nabożeństwach w języku polski i ukraińskim. Prowadzi również zajęcia katechetyczne dla dzieci, koła biblijne dla dorosłych i podejmuje się szeregu działań dobroczynnych.